# Сислей, Томер
Томер Сислей (англ. Tomer Sisley; родился 14 августа 1974 года в Западном Берлине) — французский актёр и сценарист еврейского происхождения.

## Биография
Родился в Берлине, в семье израильтян. Его родители были потомками литовских и йеменских евреев. В 1983 году они развелись, и отец увез мальчика во Францию. 9-летний Томер, не знавший ни слова по-французски, пошел в местную школу и на удивление быстро адаптировался к новым условиям. «От моих родителей я унаследовал определенную смелость, скорее, даже умение не бояться перемен и умение адаптироваться в каждой ситуации, – рассказывает Томер. – Мой отец несколько раз начинал всё с нуля, последний раз он изменил свою жизнь после пятидесяти, открыв корабельный бизнес. Он никогда не боялся неизвестности. Благодаря ему я научился трезво оценивать ситуацию и быть готовым переучиваться и обучаться тому, чего я не знаю. Мне интересна жизнь во всех её проявлениях. Кстати, эта черта присуща и моему Ларго».
Будущий актёр учился в школе-интернате международного центра Вальбонны недалеко от Ниццы. Там в своё время учились также Венсан Кассель, Матьё Кассовиц и другие известные кинодеятели. Преподавателем Сислея по актерскому мастерству был Джек Уолцер, с которым Томер работал более десяти лет. Уолцер известен тем, что готовил Дастина Хоффмана к роли в фильме «Тутси» и работал с такими актерами, как Шэрон Стоун, Роберт Дюваль, Джон Войт и Джина Дэвис.
Сислей с детства знал, что хочет стать комедийным актером, и не пропускал ни одного кастинга в юмористические передачи и ситкомы. Наконец удача улыбнулась ему, и он дебютировал в комедийном сериале «Студия Сюд». Играл в нескольких сериях сериала «Горец», тогда же и взял сценическое имя Томер Сислей (настоящее имя актёра Томер Газит). Затем он появился в таких фильмах, как «Союз ищет палец» (1997), «Распутницы» (2001), «Лабиринты» (2003). В России впервые стал известен по шедшему в 1997 году на ОРТ сериалу «Нико и его друзья» (французское название Studio Sud).
Параллельно Томер Сислей делал карьеру в жанре стенд-ап (когда юморист обращается напрямую к публике, как будто импровизирует и разговаривает с ней на различные животрепещущие темы) и достиг такого уровня мастерства, что в 2004 году был приглашен в популярнейшее шоу Жамеля Деббуза. Добившись большого успеха на сцене, Сислей продолжал время от времени исполнять роли второго плана в фильмах различных жанров. В 2006 году он появился в романтической комедии «Ты и я» вместе с Жюли Депардьё и Марион Котийяр, затем снялся в детективном триллере «Бандиты» (2007) и озвучил Журавля во французской версии мультфильма «Кунг-Фу Панда» (2008). Томер также снимался в фильме «Божественное рождение» (2006), в сериалах «Комиссар Наварро», «Горец» и других. «Мне очень повезло, что я стал актером! – говорит Сислей. – Мало кто занимается тем, чем мечтал заниматься в детстве, – и слава Богу. Если бы все детские мечты сбывались, Земля была бы огромным футбольным полем, окружённым пожарными!»

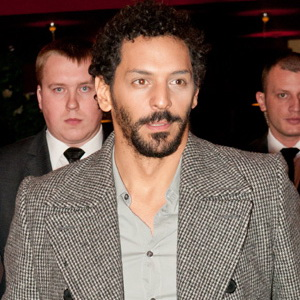
Томер Сислей на премьере фильма «Бессонная ночь» 19 февраля 2012 года.

В 2012 году Томер Сислей стал новым лицом часового бренда Roger Dubuis. Презентация новой коллекции часов с названием Pulsion, стоимость которых составляет около 129 000 долларов, состоялась в Москве в конце ноября.

## Фильмография
| Год  |   | Русское название            | Оригинальное название             | Роль                                      |
| ---- | - | --------------------------- | --------------------------------- | ----------------------------------------- |
| 2001 | ф | Распутницы                  | Absolument fabuleux               | Кевин                                     |
| 2003 | ф | Лабиринты                   | Dédales                           | Малик                                     |
| 2006 | ф | Ты и я                      | Toi et moi                        | Farid                                     |
| 2006 | ф | Божественное рождение       | La Nativité                       | сборщик налогов                           |
| 2007 | ф | Бандиты                     | Truands                           | Лабри                                     |
| 2008 | ф | Ларго Винч: Начало          | Largo Winch                       | Ларго Винч                                |
| 2011 | ф | Ларго Винч: Заговор в Бирме | Largo Winch 2                     | Ларго Винч                                |
| 2012 | ф | Бессонная ночь              | Nuit Blanche                      | Винсент                                   |
| 2013 | ф | Мы — Миллеры                | We're the Millers                 | Пабло Чакон                               |
| 2013 | ф | Анжелика, маркиза ангелов   | Angélique, marquise des anges     | маркиз Филипп де Плесси-Белльер           |
| 2014 | ф | Ставиский, мошенник века    | Stavisky, l’escroc du siècle      | Серж Александр Ставиский                  |
| 2015 | ф | Рабин: последний день       | Rabin, the Last Day               | водитель Рабина                           |
| 2015 | ф | Янг и я                     | Young et moi                      | Янг Перес                                 |
| 2018 | с | Бальтазар                   | Balthazar                         | судебный патологоанатом Рафаэль Бальтазар |
| 2019 | ф | Киллер по вызову            | Lucky Day                         | Жан-Жак                                   |
| 2020 | с | Мессия                      | Messiah                           | Авидам Дахан                              |
| 2021 | ф | Не смотрите наверх          | Don’t Look Up                     | Адул Грелио                               |
| 2023 | ф | Как сын мне                 | Comme Mon Fils                    | Виктор                                    |
| 2024 | ф | Ларго Винч: Гнев прошлого   | Largo Winch : Le prix de l’argent | Ларго Винч                                |